# ژنرال ویلیگاس
ژنرال ویلیگاس (به اسپانیایی: General Villegas) یک منطقهٔ مسکونی در آرژانتین است که در بخش خنرال ویلیگاس واقع شده‌است. ژنرال ویلیگاس ۱۶٬۲۷۰ نفر جمعیت دارد و ۱۰۵ متر بالاتر از سطح دریا واقع شده‌است.